# 利根川橋 (国道4号)

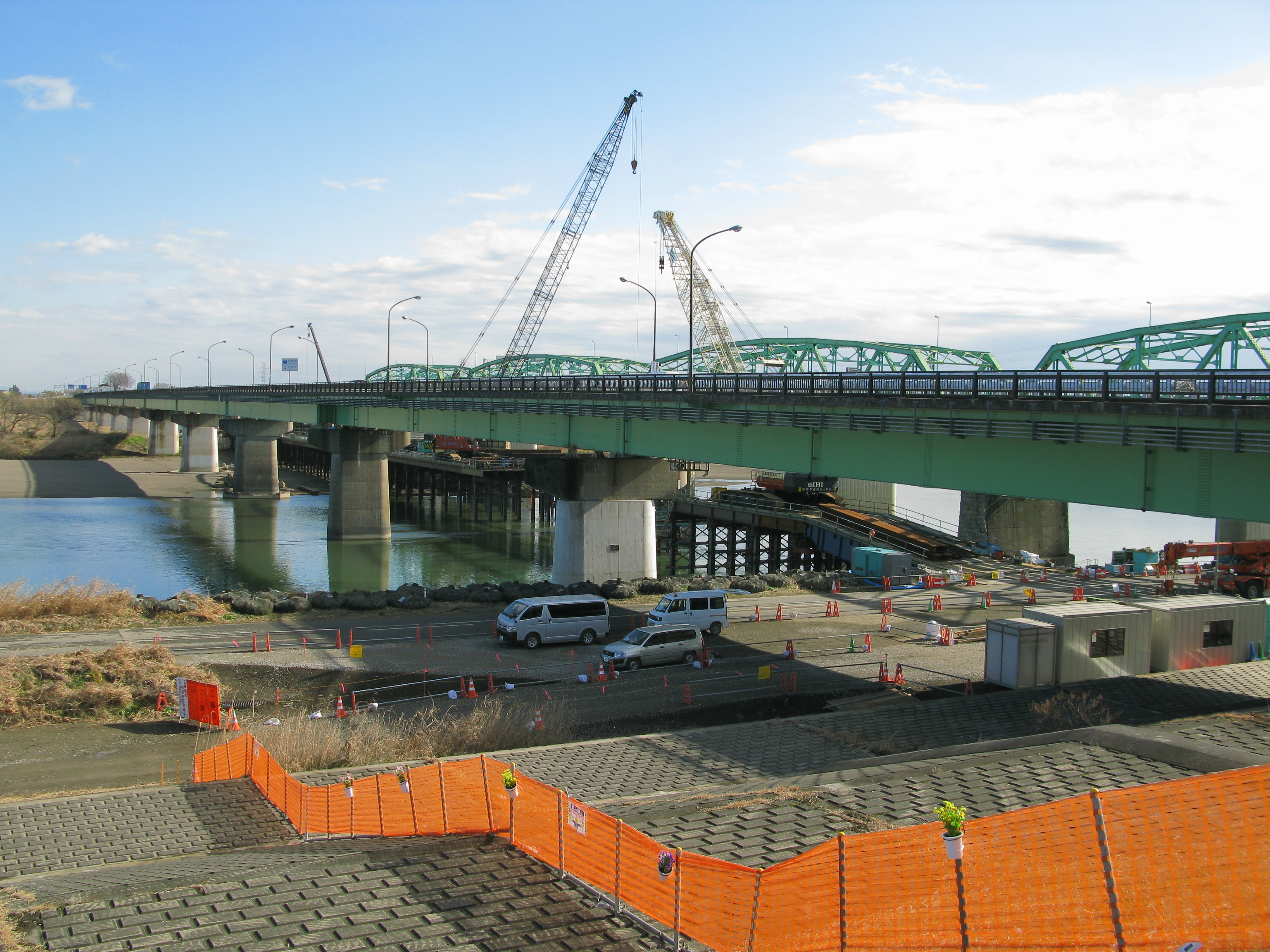
利根川橋（2012年2月）

利根川橋（とねがわばし）は、埼玉県久喜市栗橋北と、茨城県古河市中田を結ぶ利根川に架かる道路橋。通過している路線は、国道4号（日光街道）と国道125号（重複）である。

## 歴史
江戸時代この場所の右岸には栗橋関所、左岸には中田宿があり、その間を渡船で結んでいた。橋は東海道の大井川と同じ江戸防衛という軍事的な理由で建設されなかったが、徳川将軍が江戸から日光東照宮へ参拝するときだけは、和船を並べ上に板を渡した船橋（せんきょう）が作られた。
明治時代に入り、明治天皇が何度か東北巡幸した際も、仮設橋を用いて一行を渡河していた。やがて大日本帝国陸軍の近代化に伴って、部隊の移動に支障がある河川に架橋する計画が持ち上がり、1924年（大正13年） に内務省の手によって旧上り橋が完成した。道路法発布（大正8年）後、日本で初めて造られた橋梁であり、利根川の中・下流域で最初に架けられた近代的な道路橋である。
第二次世界大戦後の1947年（昭和22年）9月に発生した、カスリーン台風による災害後の利根川改修工事によって、堤防のかさ上げと古河側の引堤が行われ、それにあわせて橋脚のかさ上げと橋桁が増やされた。

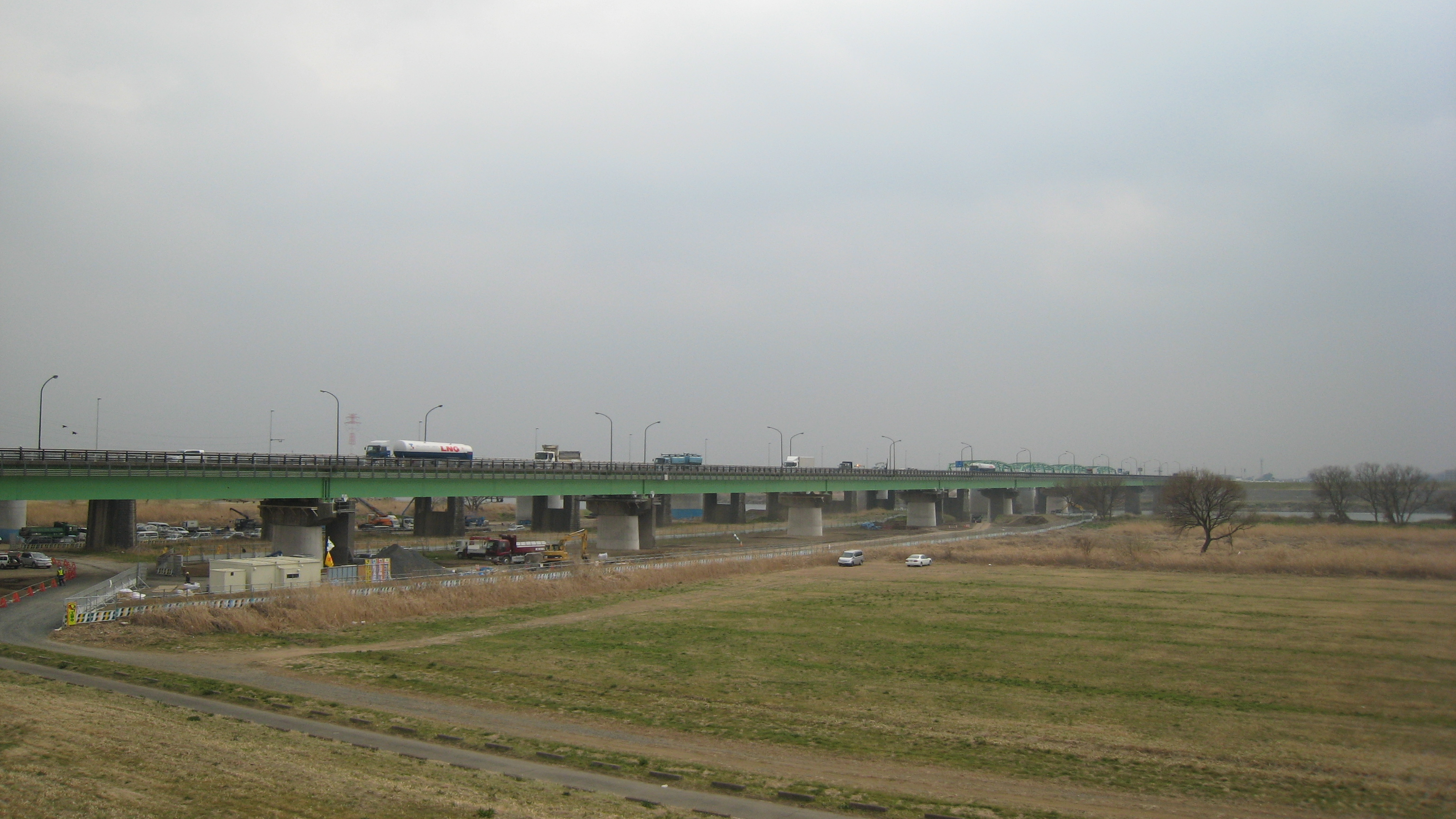
利根川橋（茨城県古河市側より）

やがて高度経済成長期を迎え、交通量が増加したことから1966年（昭和41年）に上流側に新橋を建設、1924年に建設された旧橋を旧上り・新橋を下り専用とした。
近年、橋を通る車両の大型化による負荷の増大と、建設から80年近くが経ったことによる老朽化や、橋脚数が多いことによる出水時の河川に対する悪影響の理由により、旧上り橋が架け替えられることになり、2005年（平成17年）から旧上り橋の下流側で工事が行われ、2009年（平成21年）12月16日正午に新上り橋が供用を開始した。

## 構造
- 上り橋

旧橋
下路ワーレントラス×4 + 下路単純ポニートラス×9 + 単純鈑桁橋×1 + 連続鈑桁橋×3
橋長641 m。利根川の中・下流域で最初に架けられた道路橋であった。
- 下り橋

鋼桁橋×11
久喜側は丁字路・古河側は変形十字路と茨城県道56号つくば古河線・茨城県道228号原中田線とのダイヤモンド型立体交差となっている。

## 橋周辺
廃止になった渡船は本橋の150 mほど上流側（八坂神社・テレメーター付近）を発着しており、その影響からか日光街道筋は本橋部分で屈曲している。ここにかつての栗橋関所・栗橋宿・中田宿の名残りが残されている。

## 利用状況
東京 - 東北へ向かう大動脈の国道4号に加え、国道125号との重複区間でもあるため、埼玉県利根地域 - 茨城県西部に向かう流れも加わることから交通量は非常に多く、朝夕を中心に南詰丁字路の信号待ちなどで頻繁に渋滞が発生している。1981年（昭和56年）には、当橋の交通量軽減として、新利根川橋が下流に架橋された。

## 隣の橋
- 利根川

（上流） - 利根川橋梁 - 利根川橋梁 - 利根川橋 - 利根川橋梁 - 新利根川橋 - （下流）